# ネイサンズ

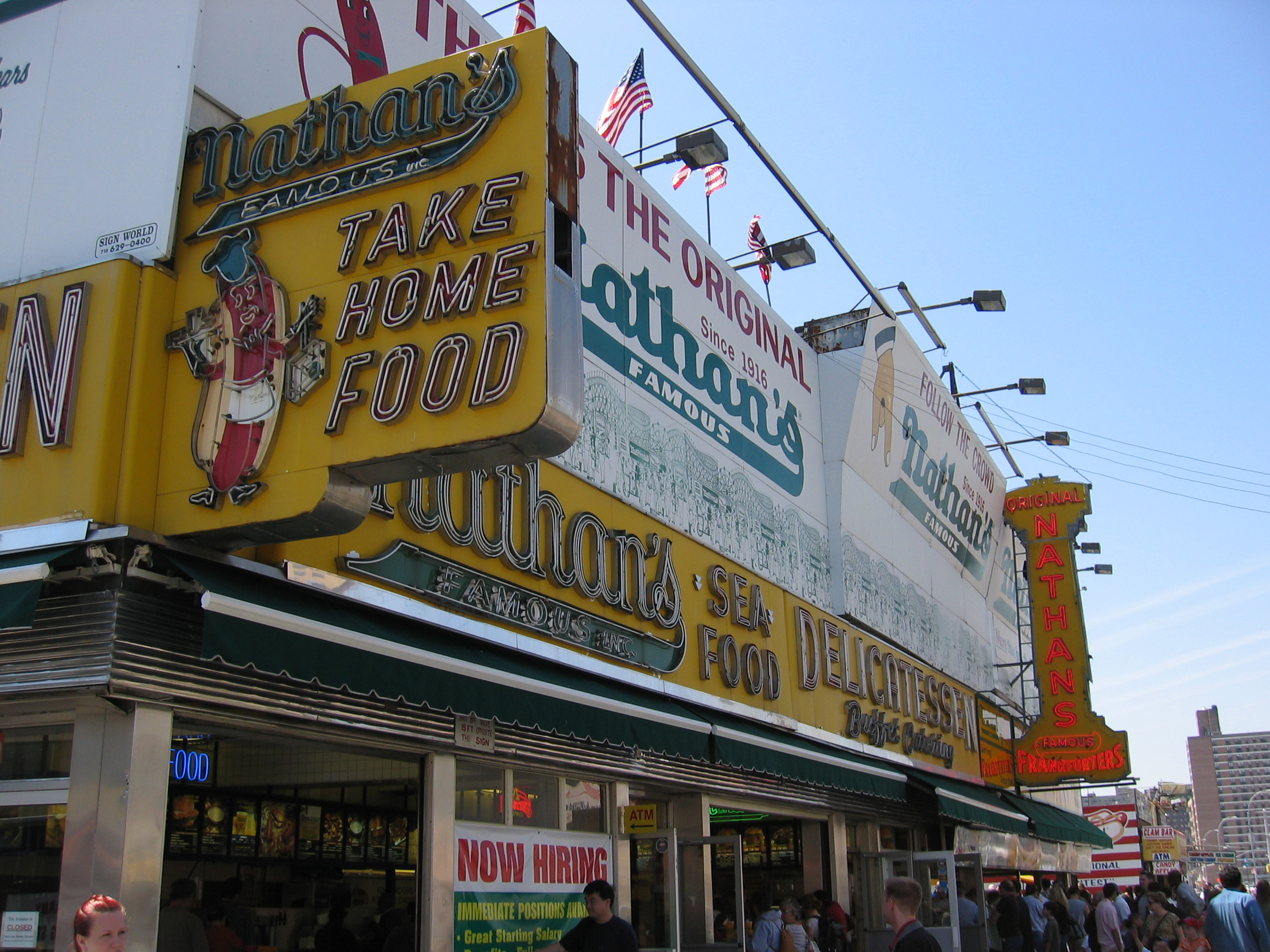
コニーアイランドにあるネイサンズ1号店

ネイサンズ（Nathan's Famous）は、アメリカ合衆国を中心に、ホットドッグを専門とするファーストフード・チェーンを展開する企業である。

## 概要
1916年、これより4年前にアメリカに移住したポーランド人ネイサン・ハンドワーカーらによって、ニューヨーク州ニューヨーク市ブルックリン区にあるコニーアイランドに創業。1959年に同州オーシャンサイドに2号店、1965年に同州ヨンカーズに3号店を開店。1987年にハンドワーカー家がこれら3店を売却したことから、1990年代にフランチャイズ化が進み、急速に店舗が拡大した。2009年現在、アメリカ及びその他4ヶ国に230以上のレストランを展開するとともに、その商品は8,000以上の小売店、10,000以上のフードサービスで販売されている。
イベントとして「ネイサンズ国際ホットドッグ早食い選手権」を毎年開催している。日本人では小林尊が2001年大会から6連覇したことで知られている。日本人では他に中嶋広文や新井和響も優勝経験者である。
日本では2003年12月18日、東京都渋谷区原宿に1号店をオープン。その後も、品川、麻布、汐留、新宿、吉祥寺に出店したが、2008年までにすべて閉店し日本から撤退した。要因としては下記の不祥事が大々的に報道された影響により、企業イメージが大きく棄損されたことも指摘されている。2009年に沖縄県北谷町の商業施設「アメリカン・デポ」に出店し再進出するも、現在では閉店し再度撤退している。

## 日本での騒動
2005年8月に東京で開催されたコミックマーケットに移動販売店で出店中、そこで働いていたアルバイト店員が客の容姿を揶揄し「きんもーっ☆」など、侮蔑するような表現を個人のブログに掲載した。後に投稿内容は削除されたものの炎上は止まらなかった。インターネット上ではネイサンズの使用者としての責任を問う声が相次ぎ、同社のWebサイトに謝罪文が掲載されるまでに至った。
この事件は企業が従業員に対してブログなどでの情報管理を徹底させることの必要性を示す日本国内での典型例となった。